# Jarosław Pasternak
Jarosław Iwanowycz Pasternak (ukr. Ярослав Іванович Пастернак, ur. 2 stycznia 1892 w Chyrowie, zm. 22 stycznia 1969 w Toronto) – ukraiński archeolog, doktor filozofii, profesor.

## Życiorys
Ukończył studia na Wydziale Filozofii Uniwersytetu Lwowskiego.
W 1914 r., po wybuchu I wojny światowej, Pasternak został zmobilizowany do armii austro-węgierskiej. Później walczył w Ukraińskiej Armii Galicyjskiej. W 1920 r. został uwięziony w obozie internowania w Libercu w Czechosłowacji (obecnie Republika Czeska).
W latach 1922-1925 studiował archeologię na Uniwersytecie Karola pod kierunkiem Lubora Niederle. W latach 1923–1928 pracował jako asystent w Państwowym Instytucie Archeologicznym w Pradze oraz jako wykładowca na Wydziale Archeologii Wolnego Uniwersytetu Ukraińskiego. Prowadził wykopaliska archeologiczne na terenie starej Pragi, w tym na zamku królewskim.
W 1926 r. uzyskał tytuł doktora filozofii. W 1929 r. został członkiem zwyczajnym Towarzystwa Naukowego im. Szewczenki, w 1926 r. członkiem Czeskiego, a w 1944 r. Austriackiego Towarzystwa Archeologicznego, a w 1965 r. członkiem Ukraińskiego Towarzystwa Historycznego.
W 1928 r. powrócił do Lwowa. Pasternak prowadził badania archeologiczne w miastach kronikarskich Bełz, Dźwinogród, Przemyśl i Pleśnisk, a najważniejsze badania prowadził w latach 1934-1941 w starym Haliczu, gdzie odkrył katedrę Wniebowzięcia NMP z sarkofagiem księcia Jarosława Osmomysła, założyciela Księstwa Galicyjsko-Wołyńskiego.
W 1933 r. w Warszawie i w 1939 r. w Berlinie uczestniczył w kongresach archeologicznych. W latach 1928–1939 kierował Muzeum Historyczno-Kulturalnym, a od 1947 r. był zastępcą przewodniczącego Sekcji Archeologicznej Towarzystwa Naukowego im. Szewczenki.
W 1932 r. rozpoczął pracę we Lwowskiej Akademii Teologicznej, gdzie w latach 1936–1939 i 1942–1944 był profesorem nadzwyczajnym, a w 1935 r. pracował jako profesor nadzwyczajny na Ukraińskim Wolnym Uniwersytecie. W latach 1939–1941 był kierownikiem Katedry Archeologii na Uniwersytecie Lwowskim. W latach 1940–1941 pracował jako starszy pracownik naukowy we Lwowskim Oddziale Instytutu Archeologii Ukraińskiej SRR.
W 1944 r. wyemigrował do Niemiec, gdzie w 1945 r. pracował jako badacz na Uniwersytecie w Getyndze. W 1946 r. został profesorem zwyczajnym archeologii na Wolnym Uniwersytecie Ukraińskim w Monachium. W latach 1947–1948 był honorowym profesorem gościnnym na Uniwersytecie w Bonn.
W 1949 r. przeniósł się do Kanady, gdzie był aktywnym członkiem lokalnych oddziałów Towarzystwa Naukowego im. W 1963 r. Pasternak został profesorem Ukraińskiego Uniwersytetu Katolickiego w Rzymie.
Jest autorem prac naukowych i esejów historiograficznych. Pasternak zmarł 22 listopada 1969 roku w Toronto.

## Uhonorowanie
Jedna z ulic Lwowa została nazwana na cześć Jarosława Pasternaka.